# وادي النساء (السعودية)
وادي النساء  أحد أودية منطقة القصيم وسط السعودية، يُعد الوادي أحد الروافد المهمة لوادي الرمة. يسيل وادي النساء من المرتفعات الجبلية حول مركز دخنة مثل: جبل غراب، وجبل خزاز، وجبل درعان، ويستمر في جريانه نحو الشمال حتى يتصل بوادي الرمة عند بداية مزارع البدائع.